# П'ятницька вулиця (Чернігів)
Вулиця П'ятницька — вулиця у Чернігові. Від 1922 року носила ім'я  М. Урицького.
У 2001 році колишній вулиці Урицького повернуто історичну назву П'ятницька.

## Історія
Сучасна магістраль входить до числа найдавніших вулиць Чернігова. Проходить територією стародавніх міських районів Окольного граду та Передгороддя. Археологічними дослідженнями в районі пролягання вулиці виявлено залишки житлової забудови та виробничих споруд, велику кількість археологічного матеріалу.
У 1803 році, після перетворення Чернігова на губернський центр, розпочалося перепланування існуючої сітки вулиць міста. За регулярним планом 1805 року було прорізано та встановлено межі актуальної магістралі. Тоді ж за вулицею офіційно закріплюється назва П'ятницька.
Першопочатково вулиця простягалася від П'ятницької церкви до Старо-Київської вулиці, тобто від міського базару до передмістя Ковалівки. У 1879 році замощена бруковим камінням, а 1898 року вулицею пущено мережу водогону. На початку ХХ століття магістраль продовжено за територію лінії Богоугодного закладу, до Чорторийського яру. Новий відтинок  отримав назву Ново-П'ятницька.
У 1919 році вулиці було надано ім'я одного з лідерів Поалей-Ціон та сіонізму, протагоніста єврейського робітничого руху Б. Борохова, проте вже 1922 року магістраль переназвано на честь російського революційного і політичного діяча українського походження М. Урицького. Під час німецької окупації міста в період Другої світової війни наказом № 107 Чернігівської міської управи від 12 грудня 1941 року вулиці повернуто початкову назву. Після витіснення німецьких військ з міста восени 1943 року, радянськими органами влади магістраль знову названо на честь Урицького. У 2001 році рішенням виконавчого комітету Чернігівської міської ради вулиці Урицького повернуто історичну назву П'ятницької.
Станом на 1908 рік на П'ятницькій нараховувалося 49 адресних позицій: житлові будинки, а також релігійні, торговельні, навчальні та благодійні установи. Забудову становила переважно дерев'яна архітектура. На П'ятницькій вулиці, зокрема, розташовувалися: м'ясні, рибні та борошняні лавки, фортепіанна майстерня Якушевського (на перехресті зі Старо-Київською вулицею, зруйн. 1985), єврейська богадільня (на перехресті зі Старо-Київською вулицею, була розрахована на 42 особи; тут діяла пральня, синагога і невелика лікарня), Четверта Єврейська молитовна школа, паливний склад тощо. У 1895—1900 роках на перехресті з вулицею Стрітенською (нині — проспект Перемоги) розташовувався Будинок Працелюбства, а 1906 року на перехресті з вулицею Богуславською (нині — Гетьмана Полуботка) було відкрито двокласне училище.
У 1856 році за ініціативи очільника чернігівської польської громади лікаря С. Олтаржевського, коштом, зібраним місцевими католиками, на розі вулиць П'ятницької та Воскресенської (нині — Чернишевського) придбано земельну ділянку, на якій у 1858 році зведено костьол Святого Олександра. Крім того, поруч було споруджено дерев'яний двоповерховий будинок для ксьондза, дерев'яний флігель на кам'яному фундаменті, конюшню та господарські споруди. Першим настоятелем храму став отець С. Бобан. У 1931 році костьол було закрито, згодом перебудовано. До 1941 року тут містився гуртожиток НКВС. Під час Другої світової війни будівля була спалена, після війни відновлена з надбудовою другого поверху. Нині від комплексу лишилися перебудована споруда костьолу, де міститься архівосховище ДАЧО, та флігель.
У 1876 році за рішенням міської думи неподалік від костьолу було зведено Міську богадільню, розраховану на 17 осіб обох статей, не здатних до роботи за станом здоров'я. 6 грудня 1895 року неподалік «у пам'ять спасіння царської родини під час аварії імператорського потяга» було відкрито також безкоштовний нічліжний притулок, розрахований на 60 безпритульних обох статей.
Упродовж 1904—1905 років зведено двоповерховий навчальний корпус для Четвертого  двокомплектного міського училища імені Гоголя, створеного 1901 року. Біля нього розташувалося Жіноче професійне міське училище — професійно-технічний навчальний заклад, у якому протягом 3 років дівчаток, що вже мали початкову освіту, навчали швацької майстерності. Плата за навчання не бралася.
У радянський час у цих приміщеннях було розміщено Чернігівське медичне училище.
Під час Німецько-радянської війни в будівлі училища був розташований кінотеатр «Арс», де демонстрували німецькі кінофільми та військову хроніку.
Після відновлення споруди до неї повернуто Чернігівське медичне училище, нині — базовий медичний коледж.
У 1960—1961 роках за ініціативи очільниці Чернігівського обласного радіокомітету А. М. Соколової зведено перший на теренах УРСР типовий Будинок Радіо.

### Визначні мешканці
- Марперт Марія Іванівна — вдова Почесного громадянина Чернігова;
- Мезенцев Олександр Іванович — губернський секретар;
- Руденок Яків Федорович — Герой Радянського Союзу (П'ятницька, 49 — пам'ятна дошка);
- Трепачов Іван Олексійович — Почесний громадянин Чернігова.
- Шамбон Мойсей Власійович — колезький радник, викладач французької мови, фотограф-аматор. Автор збірки світлин історії Чернігова періоду 1913—1918 рр.

## Пам'ятки архітектури та історії, інфраструктура та об'єкти
- буд. № 11а —  Відділ у м. Чернігові головного управління Держгеокадастру в Чернігівській області
- буд. № 15 — ресторан «Предслава»
- буд. № 18 — Будинок Радіо, 1960—1961 рр.

На цей час: Філія ПАТ «НСТУ» «Чернігівська регіональна дирекція»
Пам'ятні дошки:
1. Соколовій Антоніні

- буд. № 20 — піцерія «Pizza Celentano»
- буд. № 31 — костьол Святого Олександра, 1858 р.

На цей час: архівосховище № 3 ДАЧО
- буд. № 33 — флігель при костьолі, 1858 р.

На цей час: парафія Зішестя Святого Духа Києво-Житомирської дієцезії Римо-католицької церкви
- буд. № 35а — Дошкільний навчальний заклад № 21 «Дзвіночок»
- буд. № 39 — Управління Держпраці в Чернігівській області; Бізнес-інноваційний центр Національного університету «Чернігівська політехніка» (Центр інформаційних послуг)
- буд. № 42 — Гоголівське двокомплектне міське училище, 1904—1905 рр.[Пр. 1] та Жіноче професійне міське училище

На цей час: Чернігівський базовий медичний коледж
- буд. № 49:

1. аптека 209 № 2
2. Нова пошта, відділення № 18

Пам'ятні дошки:
1. Руденку Якову

- буд. № 50 — Комбінат громадського харчування «Новий Чернігів»:

1. бар «Orange Bar»
2. піцерія «Mamamia Pizza»
3. СОК «Планета Здоров'я»

- буд. № 69а — Школа для дітей з вадами слуху
- буд. № 77 — дім, у якому з вересня 1913 по лютий 1914 рр. проживала родина М. В. Шамбона — викладача французької мови, колезького радника, знаного фотографа-аматора
- буд. № 80 — аптека № 2 (ФОП Пузирна С. В.)
- буд. № 83а — Головне управління пенсійного фонду в Чернігівській області

## Галерея

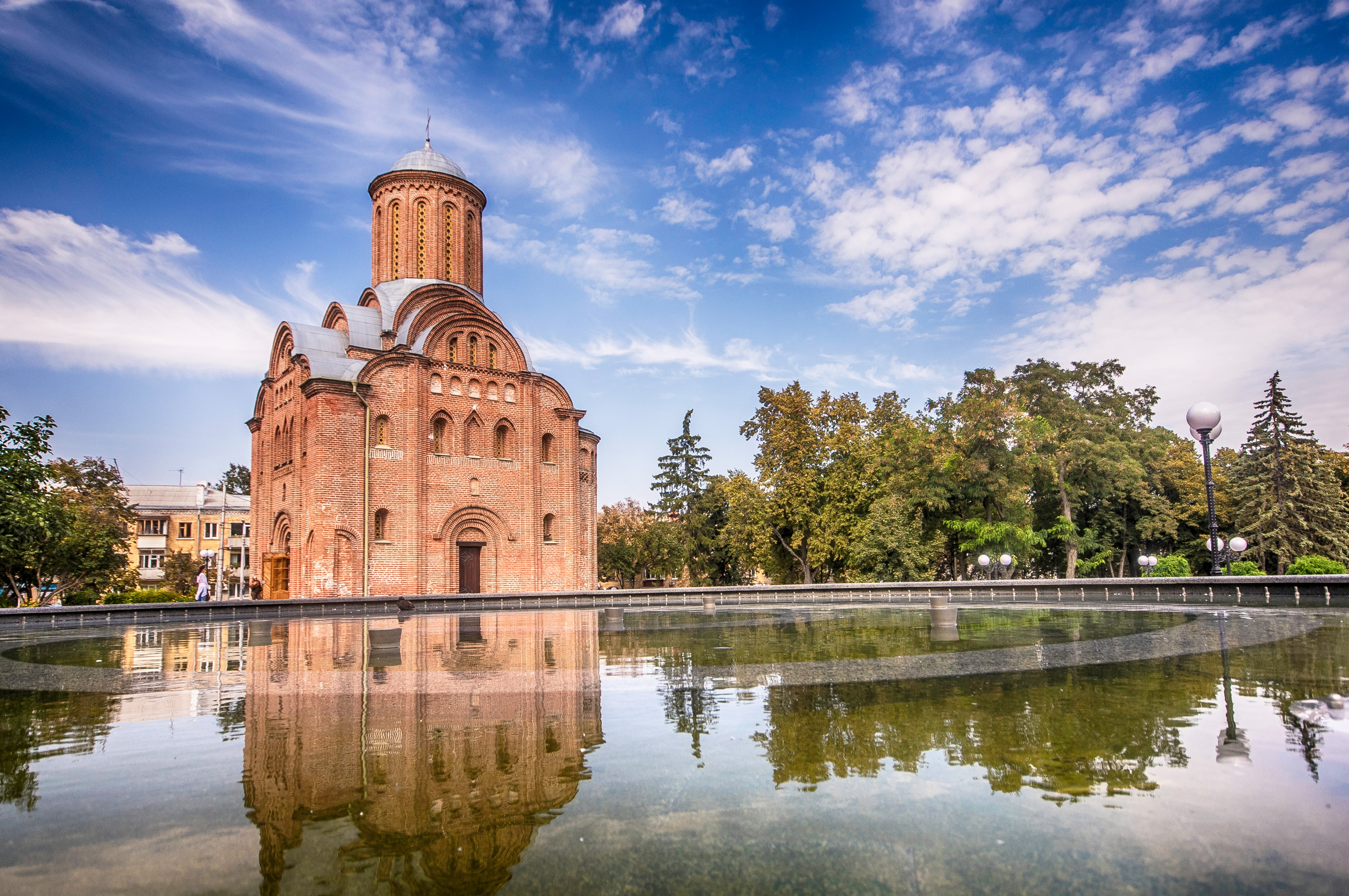
П'ятницька церква кін. ХІІ — поч. ХІІІ ст.
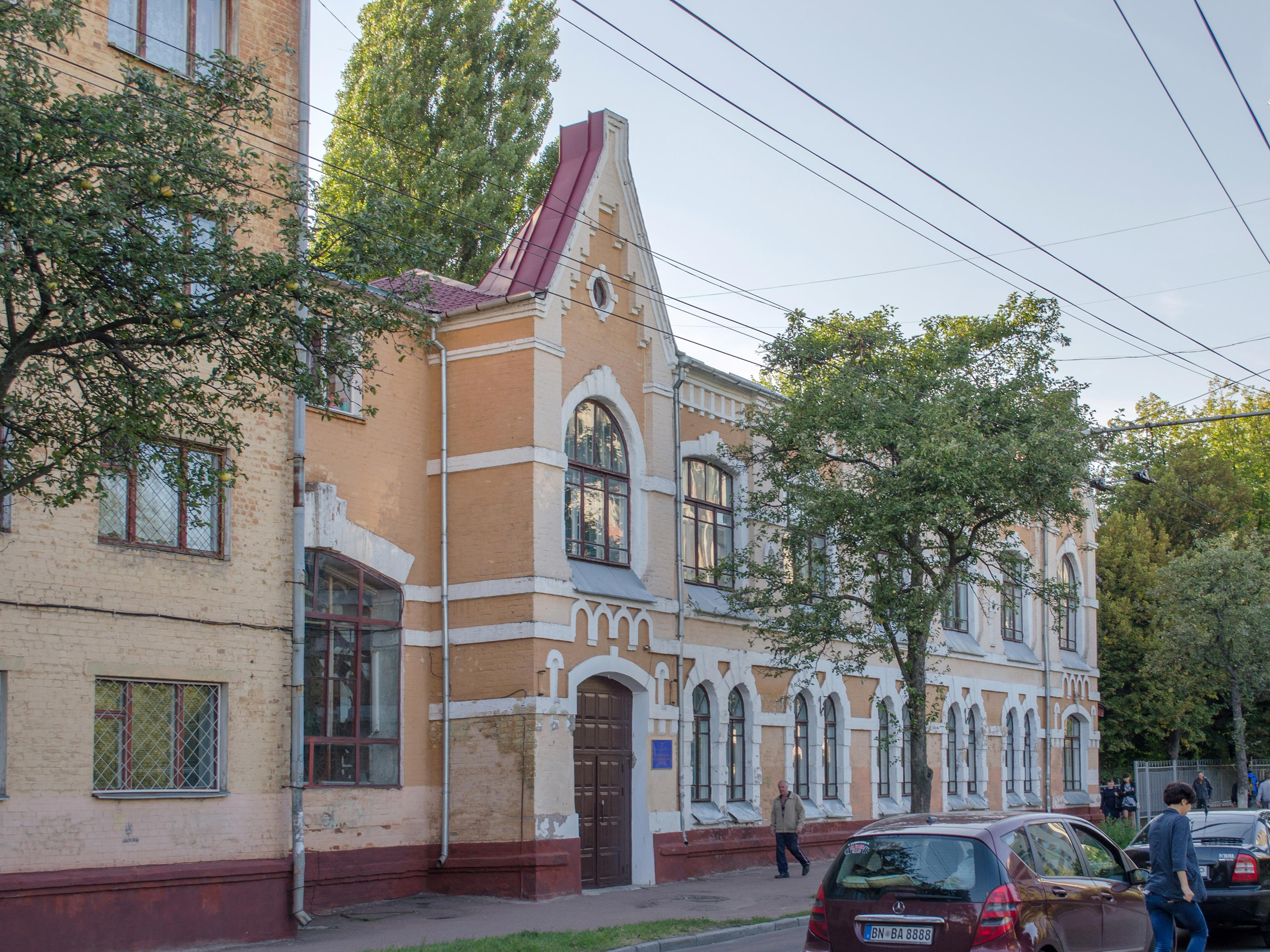
Гоголівське двокомплектне міське училище, 1904—1905 рр.
Костьол Святого Олександра, 1858 р. (Фото М. Шамбона, 1917 р.)